# ایندیرا ایلیچ
ایندیرا ایلیچ (انگلیسی: Indira Ilić؛ زادهٔ ۱۷ نوامبر ۱۹۸۶) بازیکن فوتبال اهل صربستان است.
وی همچنین در تیم ملی فوتبال Serbia بازی کرده‌است.